# Dragomirești (Maramureș)
Dragomirești is een stad (oraș) in het Roemeense district Maramureș. De stad telt 3132 inwoners (2002).

## Bekende inwoners
- De familie Ovitz woonde in 1944 kort in de Joodse getto die de stad in de Tweede Wereldoorlog had.

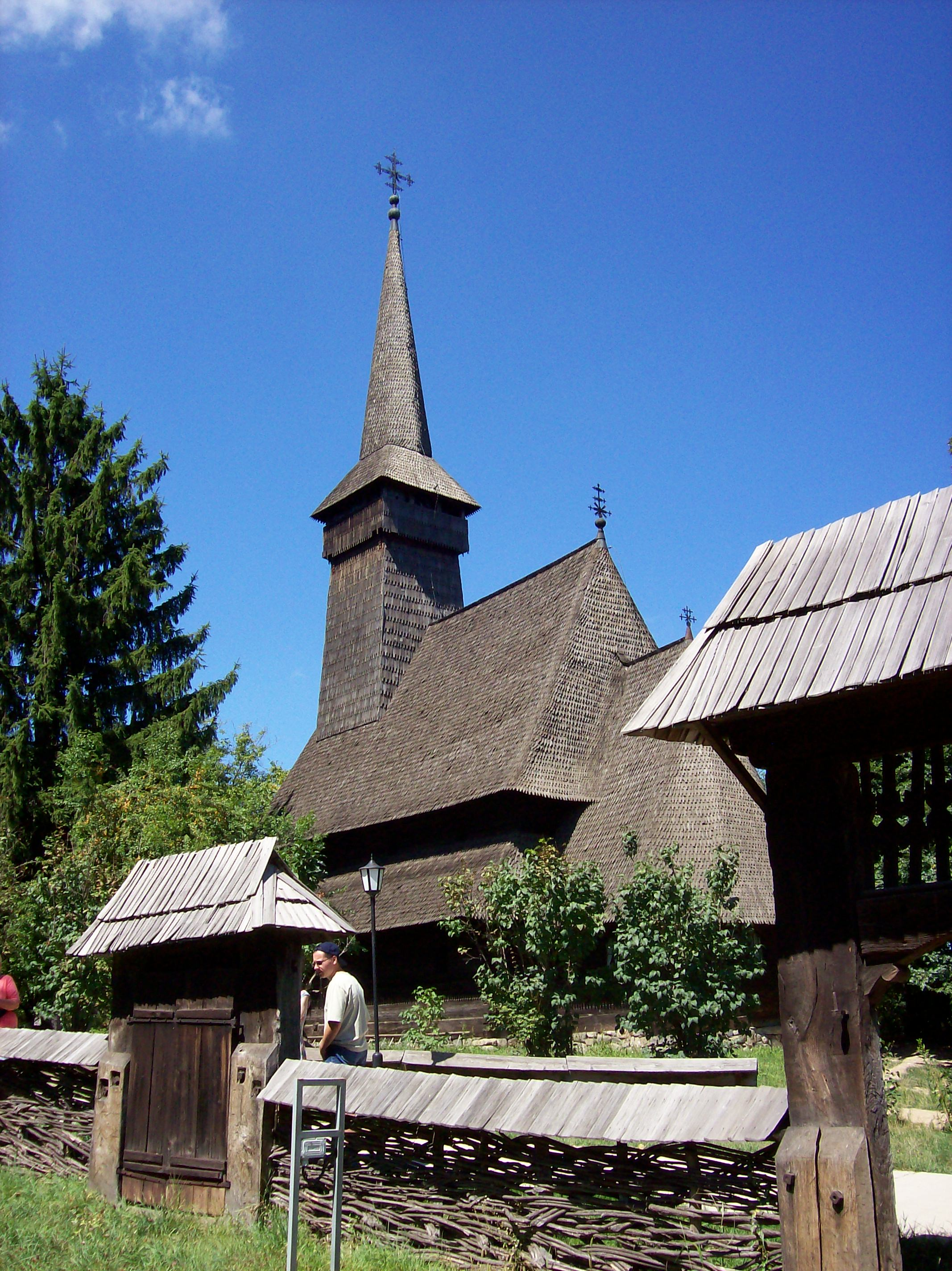
Kerk